# Sosnowa-Dębowa
Sosnowa-Dębowa [pronunciación en polaco: /sɔsˈnɔva dɛmˈbɔva/] es un pueblo en el distrito administrativo de Gmina Komarów-Osada, dentro del condado de Zamość, Voivodato de Lublin, en el este de Polonia.
El pueblo tiene una población de 140.